# (17379) 1981 ED8
A (17379) 1981 ED8 a Naprendszer kisbolygóövében található aszteroida. Schelte J. Bus fedezte fel 1981. március 1-jén.